# Carlos Perón
Carlos Perón (Zurigo, 9 giugno 1952) è un musicista svizzero.
È riconosciuto per essere stato uno dei membri fondatori degli Yello.

## Biografia
Perón fondò, alla fine degli anni settanta, lo studio sperimentale TRANCEONIC a Zurigo assieme a Boris Blank. In quello studio i due musicisti svilupparono quello che divenne lo stile musicale degli Yello. Dopo aver viaggiato negli Stati Uniti d'America per promuovere la loro musica, i due tornarono in Svizzera aggiungendo il cantante e musicista Dieter Meier per formare gli Yello. Il primo album solista di Perón, Impersonator, venne pubblicato nel 1981, quando era ancora membro degli Yello. Perón abbandonò il gruppo nel 1984 per iniziare una carriera da solista. Dal 1991 collaborò con innumerevoli progetti e musicisti quali Wolfsheim, Sielwolf, The Cain Principle, Stalin, Cyrus, Recall e molti altri. Nello stesso periodo pubblicò quelle che definiva "colonne sonore per il fetish" quali Terminatrix (1992) e La Salle Blanche (1994). Oggigiorno Perón lavora come producer viaggiando in tutto il mondo.

## Discografia

### Album in studio
- 1981 – Impersonator
- 1984 – Nothing is True; Everything is Permitted
- 1984 –Die Schwarze Spinne
- 1985 – Die Schöpfung Der Welt
- 1985 – And Man Has Been (Concise)
- 1988 – Impersonator II
- 1989 – Gold for Iron
- 1992 – Terminatrix (con Victor Berkovitz)
- 1993 – Ritter Und Unholde
- 1993 – TranceTrueMental
- 1994 – La Salle Blanche
- 1994 – Terminatrix Is Ready To Dance (con Victor Berkovitz)
- 1995 – Prying Mantis (Sulphur Sky)
- 1995 – Manhattan II (Original Novel Soundtrack)
- 1996 – La Salle Noire
- 1996 – Hall of Fame (Dark Ruler)
- 1997 – Baker's Barn (Original Novel Soundtrack) (con Ady Henry Kiss)
- 1997 – La Comtesse Rouge
- 1998 –Powertrancefer
- 1998 – Atlantic City (con Ady Henry Kiss)
- 1999 – Extravaganza (con Babba Ramm Dass)
- 2001 – La Salle Violette
- 2001 – Opium (Vashti Tralfamodore)
- 2002 – Der Luzidus
- 2004 – Aga-pe - Die Liebe Ohne Objekt
- 2004 – Mondgesänge  (con Art Noir, Pentelaucher e Woschofius)
- 2005 – Humble And Sick (The Dark Side of Syd)
- 2007 – La Salle Noire - Extrait De L'Opéra "Moi, Le Marquis De Sade"
- 2009 – Peronismo Para Ti!